# Трёхполосый хемиспингус
Трёхполосый хемиспингус (лат. Microspingus trifasciatus) — вид птиц из семейства танагровых. Птицы обитают в субтропических и тропических горных влажных лесах, на высоте 2800—4250 метров над уровнем моря, на восточных склонах Анд в центральном Перу (на юге от Уануко, западнее от реки Уальяга) южнее до центральной Боливии (Кочабамба). Длина тела 14,4 см, масса около 13 грамм.

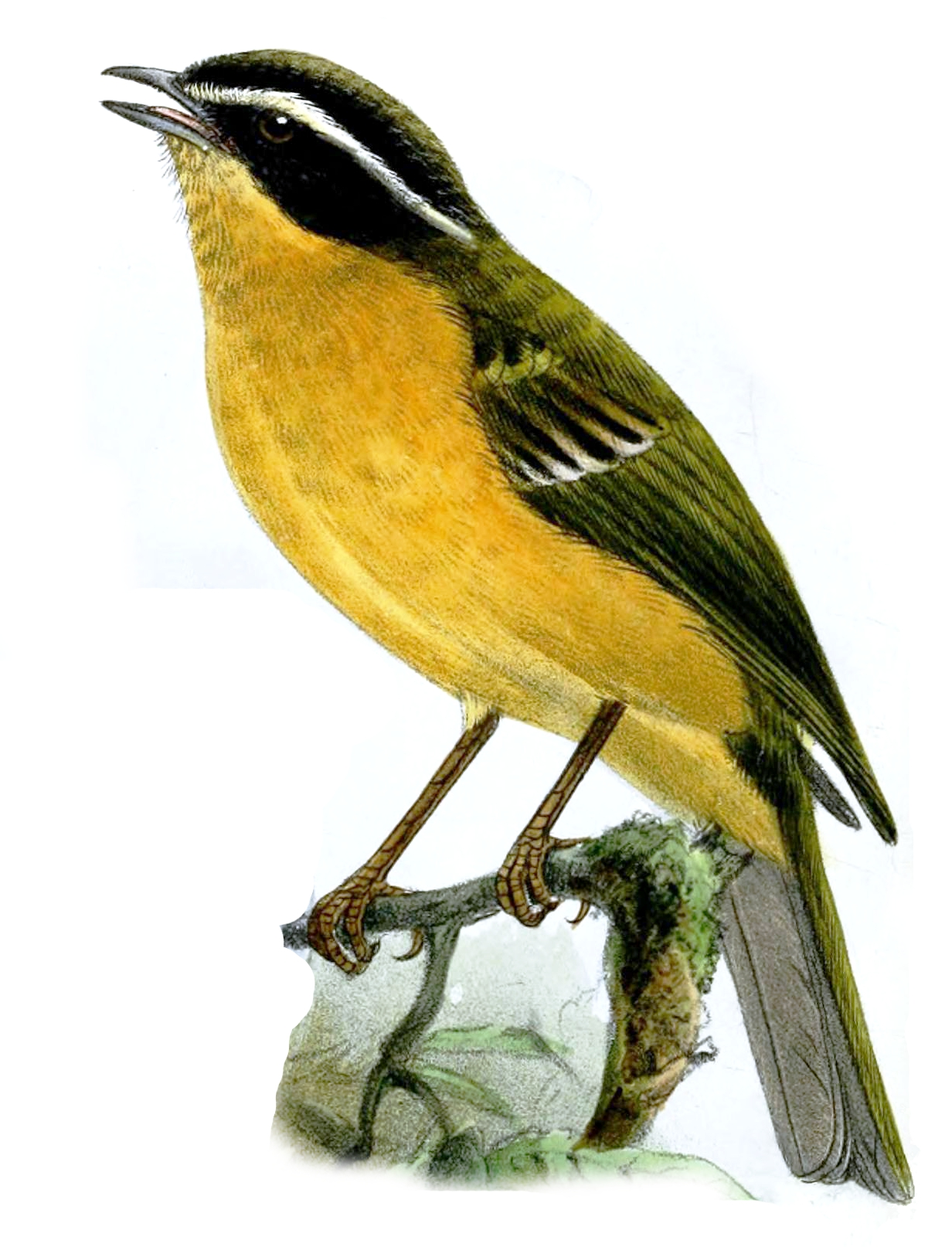